# Christuskirche (Schwanenstadt)

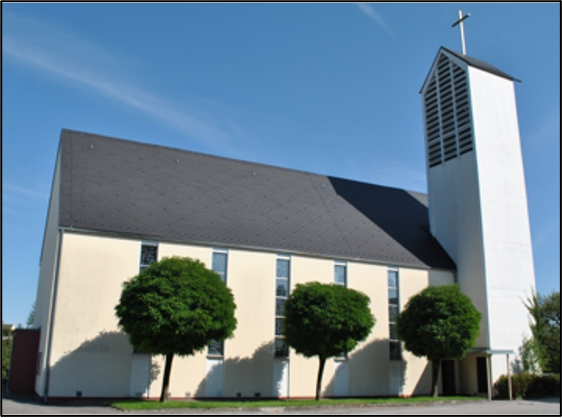
Christuskirche in Schwanenstadt

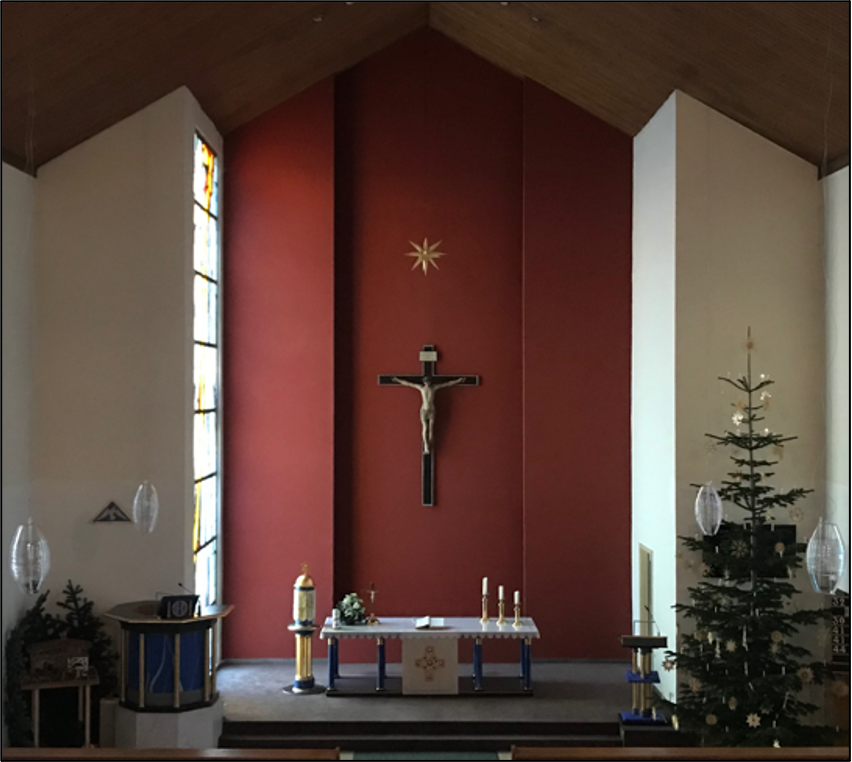
Innenraum der Christuskirche 2019

Die evangelische Christuskirche steht in der Stadtgemeinde Schwanenstadt im Bezirk Vöcklabruck in Oberösterreich kurz vor dem Stadtplatz in der Schwanbachgasse 3. Die Pfarrkirche gehört zur Evangelischen Superintendentur A. B. Oberösterreich und steht nicht unter Denkmalschutz. Seit September 2012 trägt die Kirche den Namen Christuskirche.

## Geschichte der Evangelischen Pfarrgemeinde Schwanenstadt

### Frühe katholische Pfarre
Die Erwähnung eines ‚Ernesto von Schwans‘ in den Totenbüchern der Salzburger Klöster Nonnberg und Sankt Peter aus der Mitte des 11. Jahrhunderts ist ein früher Hinweise auf eine alte katholische Pfarre in Schwans, die in einem Verzeichnis des Archidiakonats Lambach zwischen 1250 und 1300 erstmals als solche erwähnt wird. 1291 verkaufte Albert von Polheim aus dem katholischen Geschlecht der Polheimer die Vogtei über die Kirche an Herzog Albrecht von Habsburg und 1321 war Schwans bereits Gerichtsort der mächtigen Schaunburger Reichsgrafen, der in einem Vertrag vom 16. Juni 1361 zwischen den Schaunburgern und Herzog Rudolf IV. von Habsburg als „markcht Schwans“ genannt wird.

### Reformationszeit
Bereits in der ersten Hälfte des 16. Jahrhunderts hielt die Lehre Martin Luthers Einzug in Schwanns, was dadurch unterstützt wurde, dass die Polheimer, die seit 1590 wieder Grundherren von Schwans waren, zum Protestantismus konvertierten. Da ca. 90 Prozent der Bevölkerung evangelisch waren, fanden zwischen 1537 und 1624 lutherische Gottesdienste in der eigentlich katholischen Pfarrkirche Schwanenstadt statt und es wirkten trotz heftiger Streitigkeiten mit dem Passauer Ordinariat bis 1624 ungefähr 16 protestantische Prediger und Pastoren. Am 7. April 1597 gewährte Weikart von Polheim der Bevölkerung von Schwans in einem Freiheitsbrief das Mitbestimmungsrecht beim protestantischen Kirchen- und Schulpersonal. Noch im selben Jahr befahl Kaiser Rudolf die Rückstellung aller Pfarren in die katholische Seelsorge, doch die Pfarre blieb noch lange evangelisch.

### Zeit der Gegenreformation

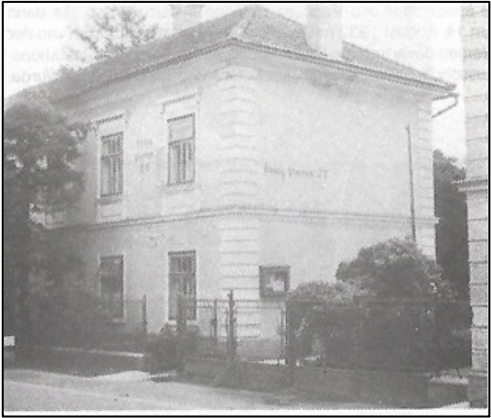
Ehemaliges Bethaus in Schwanenstadt

1620 verpfändete Kaiser Ferdinand II. Oberösterreich, zu dem Schwans gehörte, wegen Kriegsschulden an Herzog Maximilian von Bayern, der Graf Adam von Herberstorff als Statthalter einsetzte. Als am 4. Oktober 1624 das kaiserliche Patent erlassen wurde, nach welchem innerhalb von acht Tagen alle protestantischen Prediger und Schullehrer das Land zu verlassen hatten, musste der evangelische Pfarrer Andreas Staininger nach Regensburg auswandern und in Schwanenstadt wurde wieder die katholische Messe zelebriert.
Am 11. August 1627 wurde Schwans mit einem ‚Stattfreybrief‘ zur Schwanen-Stadt erhoben. Trotz des Verbotes gab es dennoch lange den Geheimprotestantismus in Bauernhöfen, wo häusliche Andachten und Abendmahlsfeiern stattfanden. 1705 wurde in Tuffeltsham, einem kleinen Ort zwischen Schwanenstadt und Attnang, eine größere Zusammenkunft mit evangelischer Predigt und Bibellesung entdeckt, woraufhin viele Teilnehmer der Ketzerei angeklagt und in den Wasserturm in Linz gebracht wurden. 1751 wurde an Kaiserin Maria Theresia eine Bittschrift von mehr als 100 Bauern der Pfarre Schwanenstadt um „freies lutherisches Exerzitium“gerichtet, mit der Folge, dass zum Zwecke der Bekehrung auch in Schwanenstadt Missionsstationen errichtet wurden. Da jedoch viele Bewohner bei ihrer religiösen Überzeugung blieben, wurden von 1753 bis 1756 insgesamt 53 Familien mit 147 Personen ins rumänische Siebenbürgen umgesiedelt.
Aufgrund des Toleranzpatentes von Kaiser Joseph II. vom 13. Oktober 1781 wurde 1782 im nahegelegenen Rutzenmoos eine eigene evangelische Pfarrgemeinde mit einem Bethaus errichtet, in der alle im Bezirk Vöcklabruck lebenden Evangelischen zusammengefasst wurden. 1886 begann Pfarrer Jungmayer von Rutzenmoos mit dem evangelischen Religionsunterricht in Schwanenstadt, erst im Haus des „Kreimlbauern“ und dann in der Reichert-Tischlerei am Stadtplatz. Da Rutzenmoos von Schwanenstadt mehr als 10 km entfernt liegt, wurde auch in Schwanenstadt der Wunsch wach, einen Raum für Gottesdienste und Religionsunterricht zu finden. Nach dem Neubau der katholischen Kirche und da nach 1914 und 1916 sich evangelische Flüchtlinge aus Galizien in Schwanenstadt niederließen, wurde der Ruf nach eigenen Räumlichkeiten in Schwanenstadt größer. So konnten die Gottesdienste kurzzeitig im Obergeschoß des Bräuhauses Kiener am Stadtplatz stattfinden, in dem 1918 der erste Gottesdienst stattfand. Der Raum wurde auch als Bar und Tanzsaal genutzt, weshalb die Gläubigen den Altar nach den Gottesdiensten im Dachboden verstauten sowie den Raum vor den Gottesdiensten gründlich aufräumen und von Bierkrügen und anderen Überbleibseln der vergangenen Nächte befreien mussten.

## Bethaus und eigenständige Pfarre

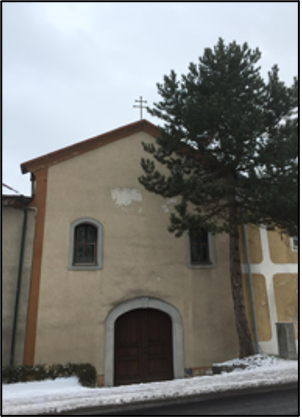
Spitalskirche in Schwanenstadt

Die Kündigung des Betraumes im Gasthaus Kiener hatte zur Folge, dass nach einer neuen Bleibe für die Gläubigen gesucht werden musste. Es gelang am 4. Februar 1924 den Gemeindemitgliedern Kreiml und Hiptmaier der Erwerb eines einstöckigen Wohnhauses in der Linzer Straße 34 in Schwanenstadt, das zum Bethaus umfunktioniert wurde. Erst am 17. Juli 1927 wurde das Bethaus offiziell mit einem Gottesdienst unter Martin Luthers Leitspruch „Ein feste Burg ist unser Gott“ eingeweiht.
Am 30. April 1955 wurde die evangelische Pfarre erst eigenständig und die Gemeinde wollte ein eigenes, evangelisches Gotteshaus als neue religiöse Heimat. Zahlreiche Spenden für einen Grundankauf und eine große Opferbereitschaft leiteten verschiedene Grundstücksverhandlungen ein. So konnte man am 26. Mai 1956 einen Grund in der Schwanbachgasse (Abb.) um 130.000 öS erwerben.

## Spitalskirche, Bürgerspital und Schwesternhaus
Zwischen 1954 und 1962 diente die barocke Spitalskirche den Evangelischen als religiöse Heimat. 1979 wurden die Gebäude an Privatpersonen verkauft. Heute befinden sich im ehemaligen Bürgerspital Wohnungen. Das Schwesternhaus und die Spitalskirche werden von der Freiwilligen Feuerwehr Schwanenstadt genutzt.

## Bau der evangelischen Pfarrkirche 1961–1992

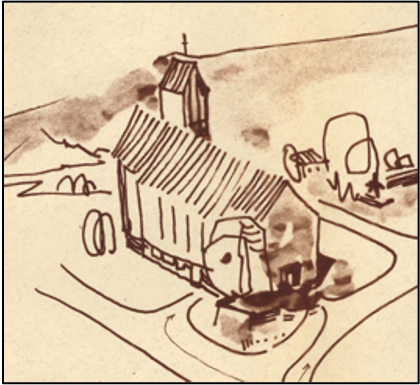
Skizze der Christuskirche von Architekt Hubert Taferner

### Planung der Kirche und Kauf des Pfarrhauses

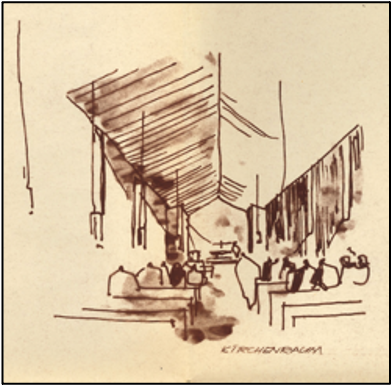
Skizze des Inneren der Christuskirche von Hubert Taferner

1957 nahmen vier Architekten an einem Architekturwettbewerb zum Kirchenbau teil. Nachdem man die verschiedenen Pläne sechs Wochen lang im städtischen Bauamt einsehen konnte, entschied man sich für die Entwürfe des Linzer Architekten Hubert Taferner. Nach langen Diskussionen einigte man sich darauf, unter der eigentlichen Kirche mit dem Turm einen Gemeindesaal mit Nebenräumen zu errichten. Zufällig stand ein Einfamilienhaus direkt neben dem Kirchenbaugrund zum Verkauf, das man aufgrund des sehr günstigen Angebotes sofort als Pfarrhaus erwarb und dafür das alte Bethaus verkaufte.

### Bau der neuen Kirche
Am 12. Februar 1961 erfolgte schließlich der Spatenstich und man begann am 1. März des Jahres mit den Arbeiten am Fundament. Am 9. Juli folgte die feierliche Grundsteinlegung, wobei die Pfarrgemeindemitglieder schon auf dem bestuhlten Boden der sich im Bau befindlichen Kirche saßen und die Wände quasi um die Gemeinde herum errichtet wurden. Endlich hatte die evangelische Gemeinde in ihrem neuen, noch im Bau befindlichen Gotteshaus eine religiöse Heimat gefunden. Dank der unermüdlichen Hilfe unzähliger Gemeindemitglieder konnte die Kirche in unverputztem und ziegelsichtigem Rohbestand am 11. November 1962 eingeweiht werden.

## Beschreibung

### Architektur
Die Kirche wurde samt ihrer Ausstattung, dem Turm und dem Gemeindesaal von dem Linzer Architekten Hubert Taferner geplant und vom Schwanenstädter Baumeister Eder ausgeführt. Die Christuskirche in Schwanenstadt ist als freistehende, einschiffige Saalkirche mit zwei Stockwerken und einem darunterliegenden Gemeindesaal mit Nebenräumen konzipiert. Der Turm ragt 22,5 m in die Höhe und wurde aus Stahlbeton und Eternitplatten gebaut. Der Kirchenraum selbst ist acht Meter hoch, ca. 26 m lang und ungefähr elf Meter breit. Die Mauern des gesamten Gebäudes bestehen aus 40 cm dicken Ziegeln mit „starkem Außen- und Innenputz“. Das Satteldach ist innen mit Fichtenholz ausgekleidet. Die zehn Fenster im Kirchenschiff sind je fünf Meter hoch und 85 cm breit. Der 238 m² große Kirchenraum fasst laut Bauplan 288 Gläubige in den Bänken. Der darunterliegende Gemeindesaal bietet auf 99 m² Platz für 100 Personen.

### Ausstattung

#### Altarraum

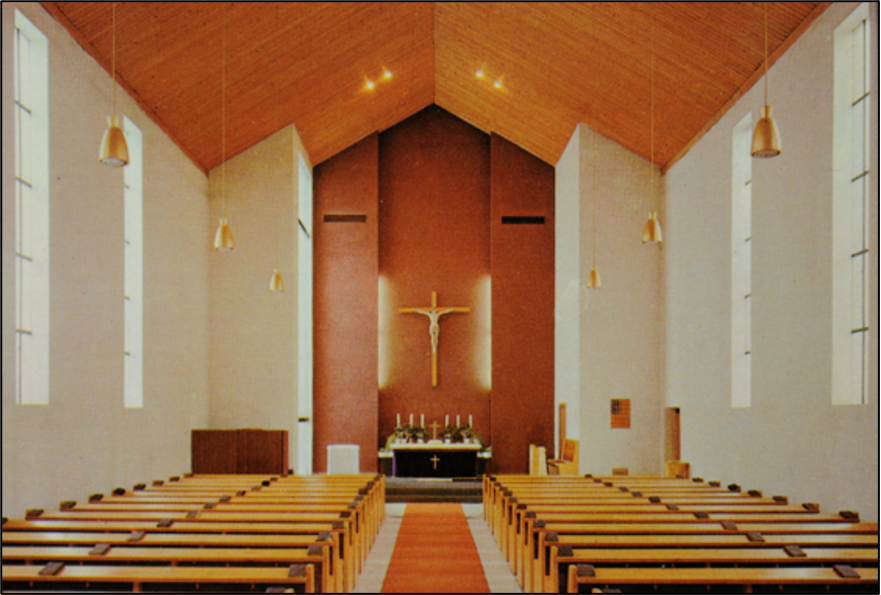
Ursprünglicher Innenraum der Christuskirche

Die ursprüngliche Ausstattung des Altarraumes mit Altar, Kanzel und Taufstein sowie einer Priesterbank war, wie der Bau selbst, funktional und schlicht. Der Altar und der dreieckige Taufstein wurden aus demselben Stein gefertigt, die Kanzel sowie die Priesterbank waren aus Holz. Lediglich der Taufstein ist von dieser ursprünglichen Ausstattung erhalten geblieben. Gedacht war eine Trias aus Altar, Taufstein und Kanzel, wobei der Altar für das Sakrament des Abendmahles, der Taufstein für das Sakrament der Taufe und die Kanzel für die Verkündigung stehen. In den 1980er Jahren wurde der Altarraum vom Schreinermeister und Restaurator Tauber aus Altmünster, beginnend mit dem Kruzifix und dem Altar, neugestaltet. Der alte Altar wurde vorerst in den neuen integriert, später aber herausgefräst. Die Mensa des neuen Altares sollte mit einem Mosaik geschmückt werden, was aus Geldmangel bis heute nicht gemacht wurde, und ruht auf einem Stipes aus zehn Säulen, die für die zehn Gebote stehen. Mit der neuen Kanzel kam auch die Taufsäule 1986, die an die Thora erinnert und somit für das Alte Testament stehen soll, sowie die Türe zur Sakristei dazu. Der Ambo wurde unter Pfarrer Roth angeschafft und wird aktuell nicht verwendet. Bis heute verwendet die Kirche die originalen Stoffbehänge der Taufsäule, deren Skizzen im Pfarramt gefunden wurden, sowie die Paramente für den Altar.

#### Orgel

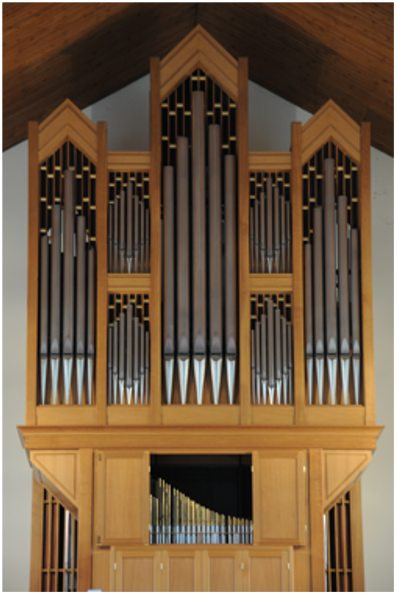
Orgel der Christuskirche

Bei der Einweihung der Kirche stand auf der Orgelempore lediglich ein Posaunenchor aus Rutzenmoos, aber noch keine Orgel. Lediglich das Harmonium der Spitalskirche wurde in die neue Kirche übernommen und später durch eine kleine Truhenorgel des Orgelbaumeisters Walcker ersetzt. Die Gemeinde wollte jedoch eine eigene, große Orgel. Vom Orgelbaumeister Alfred Führer ist ein handgezeichneter Plan von 1989 erhalten. 1988 schrieb Pfarrer Horst Radler einen Brief an die Hamburger Orgelbaufirma Beckerath, da die neue Orgel dringend benötigt wurde. 1989 wurde der unterschriebene Vertrag für den ausgewählten Entwurf bestätigt und im Februar 1990 war die Orgel bereits großteils fertig.
Zum 28-jährigen Bestehen der Kirche am 11. November 1990 wurde die Orgel mit einem Festgottesdienst und einem Orgelkonzert feierlich eingeweiht. Die mechanische Schleifladenorgel mit 19 Registern auf zwei Manualen und Pedal fügt sich optisch perfekt in die Kirche ein und verfügt über einen hervorragenden Klang.

#### Glasfenster

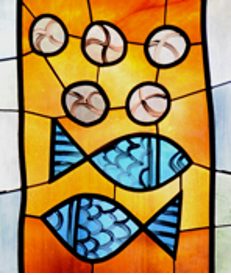
Detail eines Fensters der Christuskirche

Nach der neuen Orgel kamen schließlich die neuen Fenster. Im Herbst 1991 wurden die fünf Fenster (500 × 80 cm) in der Westseite eingebaut, die fünf Fenster der Südwand kamen im Frühjahr 1993 dazu. Alle Fenster zeigen Szenen aus der Bibel und wurden von der koreanischen Künstlerin Choi Yong Shim entworfen und in der Glasmalereimanufaktur im oberösterreichischen Zisterzienserstift Schlierbach gefertigt.

#### Glocken
Am 14. Oktober 1962 wurden feierlich die vier Glocken eingeweiht, die vom evangelischen Frauenverein Schwanenstadt, vom schwedischen Gustav-Adolf-Werk in Växjö und von Matthias Hummer aus Hainprechting gespendet wurden. Auf der großen Glocke, gleich neben der Brüstung im Turm, ist Martin Luthers Text „Ein feste Burg ist unser Gott. Ein gute Wehr und Waffen“ zu lesen. Die kleine Glocke darüber ist mit einem Spruchband und einem schlichtes Kreuz geschmückt. Der Spruch der kleinen Glocke auf der anderen Seite erinnert an deren Spende des evangelischen Frauenvereines. Wunderschön gefertigt sind die dekorativen Frauenköpfe an der Krone der Glocke. Auf der Glocke darunter steht geschrieben: „Christus sprach: Ich bin die Auferstehung und das Leben“.

#### Kruzifixe
Vom ursprünglichen Kreuz gibt es keine Aufzeichnung, es soll ein flaches Holzkreuz mit grüner Umrandung gewesen sein. Zu einem späteren Zeitpunkt wurden sowohl die rechteckige Apsis der Kirche als auch der darunter liegende Gemeindesaal mit jeweils einem kunsthistorisch bedeutenden Kruzifix geschmückt. Laut einem Gutachten wird das Kreuz hinter dem Altartisch auf 1490 datiert.
Nach der Umgestaltung des Gemeindesaales wurde das als nicht mehr zeitgemäß empfundene barocke Kruzifix entfernt und im Stiegenhaus aufgehängt. Am Fuße des Kreuzes ließ man dem Spruch ‚Soli deo Gloria‘ verewigen. Darunter steht „Nov. 1984“, was möglicherweise auf eine Weihe des Kruzifixes im November 1984 hinweist.